# 28324 Davidcampeau
28324 Davidcampeau è un asteroide della fascia principale. Scoperto nel 1999, presenta un'orbita caratterizzata da un semiasse maggiore pari a 2,3149842 UA e da un'eccentricità di 0,1722139, inclinata di 5,94825° rispetto all'eclittica.